# Panemeria arbuti
Panemeria arbuti là một loài bướm đêm trong họ Noctuidae.